# 日暮里駅整備
日暮里駅整備株式会社（にっぽりえきせいび）は、京成グループの会社である。

## 会社概要
京成電鉄日暮里駅の鉄道駅総合改善事業による3層化などの工事における事業主体となった会社で、出資は荒川区主体のため第三セクターにあたる。なお2018年度まで従業員はいなかったが、2019年現在2人いる。（出向社員で賄っている場合もあり）
- 創立 - 2002年10月30日
- 本社所在地 -〒131-8555 千葉県市川市八幡3-3-1 京成電鉄本社・鉄道本部計画管理部内
- 代表取締役社長 三ツ木晴雄

## 事業概要
- 鉄道施設等の建設及びその施設の貸付（日暮里駅の関係施設）
- 鉄道施設等の維持管理